# 교사죄
교사죄(敎唆罪)는 범죄를 범하도록 타인에게 권유하여 기수가 되는 범죄이다.

## 한국법
형법 제31조(교사범)
1. 타인을 교사하여 죄를 범하게 한 자는 죄를 실행한 자와 동일한 형으로 처벌한다.
2. 교사를 받은 자가 범죄의 실행을 승낙하고 실행의 착수에 이르지 아니한 때에는 교사자와 피교사자를 음모 또는 예비에 준하여 처벌한다.
3. 교사를 받은 자가 범죄의 실행을 승낙하지 아니한 때에도 교사자에 대하여는 전항과 같다.

교사는 범행 결의를 야기하는 것으로 원래 범행 결의가 없던 사람에게 범행 의사를 생기게 하는 것이다

## 미국법
타인이 범죄를 범하라는 구체적 고의를 가지고 타인에게 돈을 주거나 행하도록 유도하는 것을 말하며 타인이 범죄를 범할 필요는 교사죄 성립에 영향을 미치지 않는다. 다만 타인이 범죄미수나 범죄공모, 범죄기수가 되면 교사죄는 이 범죄에 흡수된다.

## 참고문헌
1. ↑  ‘서부지법 난동’ 불 지핀 전광훈·유튜버…처벌 피하기 어렵다, 세계일보, 2025-01-27

## 같이 보기
- 교사범
- 성매매
- 방조죄